# Cá quại vằn
Cá quại vằn, tên khoa học Ablennes hians, là một loài cá thuộc chi đơn loài Ablennes trong họ Belonidae.

## Phân bố
Loài này được tìm thấy trên toàn thế giới ở vùng biển nhiệt đới và ôn đới. Ở Đông Đại Tây Dương, chúng được biết đến từ Cape Verde và Dakar đến Moçamedes ở Angola. Ở phía tây Đại Tây Dương, chúng được biết đến từ vịnh Chesapeake phía nam đến Brazil. Chúng được tìm thấy trên khắp Ấn Độ Dương, và ở phía tây Thái Bình Dương từ các đảo phía nam của Nhật Bản đến Úc và Tuvalu. 